# Semenovia eriocarpa
Semenovia eriocarpa är en växtart i släktet Semenovia och familjen flockblommiga växter.
Arten är en perenn ört som förekommer i norra Iran. Den beskrevs först som Trachydium eriocarpum av Joseph Friedrich Nicolaus Bornmüller och Erwin Gauba 1942, och fick sitt nu gällande namn av Dmitrij Lyskov och Jevgenij Kljujkov 2020. 